# Department of Resources, Energy and Tourism
Das Department of Resources, Energy and Tourism (deutsch: Ministerium für Ressourcen, Energie und Tourismus) war von 2007 bis 2013 ein Ministerium des Commonwealth Australien mit Sitz in Canberra.

## Organisationsgliederung
Das Department of Resources, Energy and Tourism gliederte sich in die Behörden Geoscience Australia, National Offshore Petroleum Safety Authority, Tourism Australia und Australian Solar Institute.

## Aufgaben
Dieses Ministerium war für die nationale Energiepolitik und die Mineral- und Energieindustrie (einschließlich der Erdöl-, Erdgas- und Elektrizitätsgewinnung) zuständig. 
Es überwachte den nationalen Energiemarkt und die Energieeffizienz, den Export von Uran, Rohdiamanten und Thorium sowie die nationale Atommülllagerung und die Entsorgung von Produkten, die aus Erdöl hergestellt wurden. Es organisierte die Lagerstättenerkundung und die Energiegewinnung hinsichtlich der erforderlichen wissenschaftlichen Untersuchung und der Entwicklung der technologischen Ausstattung. Die geologischen Untersuchungen und Informationen umfassten Geodäsie, Kartierung und Koordinierung von Markierungen und Entwicklung von Landinformation über entfernt gelegene australische Gebiete. Es pflegte Kontakte zu internationalen Energie-Organisationen und sollte Strategien zur Einführung erneuerbarer Energien entwickeln.